# ナジャット・ヴァロー＝ベルカセム
ナジャット・ヴァロー=ベルカセム（フランス語: Najat Vallaud-Belkacem、1977年10月4日 - ）は、モロッコ生まれのフランスの政治家。フランス社会党所属。

## 経歴
モロッコの農村にて生まれる。1982年に建設労働者の父親が働いていたフランスに移住し、以降主にアミアンで育つ。ピカルディー大学、パリ政治学院で公法学の学士を取得し、卒業した後、社会党に入党。ENAを目指すも受験に二度失敗している。18歳の時にフランスの市民権を取得し、帰化している。
2003年、リヨン市長を務めていたジェラール・コロンの官房秘書官となる。
2007年フランス大統領選挙にてセゴレーヌ・ロワイヤルの選挙陣営でヴァンサン・ペイヨンやアルノー・モントブールと共に代弁者を務めた。
2008年、ローヌ県議会議員に58.52%の支持を得て、当選する。同年、社会党の全国執行部員にもなった。
2012年フランス大統領選挙で社会党のフランソワ・オランドが勝利すると、2012年5月15日、第1次ジャン＝マルク・エロー内閣にて女性権利大臣、政府報道官に就任。
女性権利大臣として、2013年に法制化された同性婚については擁護する姿勢を見せており、同年Twitter上にて「#LesGaysDoiventDispaîratreCar(同性愛者は死ぬべき)」というハッシュタグが付けられたツイートが多数投稿された件については「私は反同性愛のツイートを非難します。我々がTwitterや反同性愛団体とともに働きかけていく事が不可欠です」と語った。同年、モンペリエで行われたフランス初の合法同性カップルの結婚式には自身も出席した。また、フランスでは原則合法となっている売春の根絶を実現したいと述べている
2014年3月31日、マニュエル・ヴァルスが首相に就いてからは、第1次マニュエル・ヴァルス内閣で女性権利大臣と兼任して都市・青少年・スポーツ大臣も担当。第2次マニュエル・ヴァルス内閣では国民教育・高等教育・研究大臣に就任し、フランス第五共和政での初の女性教育相となった。
- セゴレーヌ・ロワイヤルと（2009年9月19日）
- フランソワ・オランド大統領らと（2015年5月7日）
- フルール・ペルラン文化・通信大臣らと（2015年6月5日）

## エピソード
- 2005年に結婚、2008年に双子を出産している。
- 1800年11月17日にフランスで施行された、女性が男性と同じようにズボンを履きたい場合は地元の警察に許可を得るように定めた条例に対し「この条例は女性が男性と同じような服装をする事を禁じて、女性が特定の職に就く事を制限する目的があった」と発言し、事実上廃止されていると述べた[8]。
- モロッコ生まれである事から、人種差別に遭う事がある。2014年8月に教育相に任命された際には、極右系週刊誌ミニュットから「モロッコ系イスラム教徒の任命は挑発だ」と記し、別の右派系週刊誌バルール・アクチュエルはヴァロー＝ベルカセムを「教育省の新たなアヤトラ」と呼んだ[9]。2015年にはニコラ・サルコジ前大統領から「無能の極みという点において、ヴァロー＝ベルカセムはクリスチャーヌ・トビラに追いつきつつある」との発言を受け、サルコジを差別的な発言をしたとして司法当局に告発した[10]。